# Tennis aux Jeux africains de 1965
Navigation
1973
Les compétitions de tennis aux Jeux africains de 1965 ont lieu en juillet 1965 à Brazzaville, en république du Congo.

## Médaillés
| Épreuves         | Or                                                          | Argent                                     | Bronze                                    |
| ---------------- | ----------------------------------------------------------- | ------------------------------------------ | ----------------------------------------- |
| Simple messieurs | Mustapha Belkhodja (TUN)                                    | Mabrouk Mohamed Ali (UAR)                  | Yashvin Amarchi Shretta (KEN)             |
| Double messieurs | République arabe unie Fathi Mohamed Ali Mabrouk Mohamed Ali | Kenya Yashvin Amarchi Shretta Saeed Cockar | Tunisie Mustapha Belkhodja Mohamed Kilani |

## Tableau des médailles
| Rang  | Nation                | Or | Argent | Bronze | Total |
| ----- | --------------------- | -- | ------ | ------ | ----- |
| 1     | République arabe unie | 1  | 1      | 0      | 2     |
| 2     | Tunisie               | 1  | 0      | 1      | 2     |
| 3     | Kenya                 | 0  | 1      | 1      | 2     |
| Total | Total                 | 2  | 2      | 2      | 6     |